# 闹市口中街
39°54′12″N 116°21′27″E / 39.90334°N 116.35763°E
闹市口中街是位于北京市西城区中部的一条胡同。

## 简介
闹市口中街北起复兴门内大街，南到新文化街。过去是金中都崇智门外的官道。明朝纳入内城地界，为市井繁华之处，时称“闹市口”。清朝时，南北分成两段，北段称“半截碑”；南段称“罗圈胡同”，中华民国时期，以罗圈胡同的谐音改称“乐全胡同”。1965年，将两巷合并，因为地处闹市口北街与闹市口南街之间，所以定名“闹市口中街”。
1999年，闹市口大街建成通车。闹市口中街仍然存在，成为闹市口大街东侧的一条小胡同。后来，由于兴建凯晨世贸中心，闹市口中街北段被拆平，闹市口中街仅剩下南部从文昌胡同到新文化街的一段。